# بیونیکل: نقاب روشنایی
بیونیکل: ماسکی از نور یا بیونیکل: نقاب روشنایی (انگلیسی: Bionicle: Mask of Light) فیلمی در ژانر اکشن و فانتزی علمی به کارگردانی دیوید مولینا است که در سال ۲۰۰۳ منتشر شد، و اولین فیلم از مجموعه فیلم‌ بیونیکل است.

## شخصیت‌ها
- جیسون میچس[۱] در نقش تاکوآ/تاکانووا، روح روشنایی

- اندرو فرانسیس در نقش جالر
- اسکات مک‌نیل در نقش توآ تاهو، روح آتش
- دیل ویلسون[۲] در نقش توآ لیوا، روح هوا
- کاتلین بر در نقش توآ گالی، روح آب
- لی تاکر در نقش ماکوتا
- کریستوفر گیز[۳] در نقش توراگا واکاما
- لزلی یوئن[۴] در نقش توراگا نوکاما
- مایکل دابسون[۵] در نقش توآ کوپاکا، روح یخ
- ترور دیوال[۶] در نقش توآ پوهاتو، روح سنگ
- کیارا زانی در نقش هالی
- داک هریس[۷] در نقش گویندهٔ مسابقات کولحی